# 체코의 우편번호

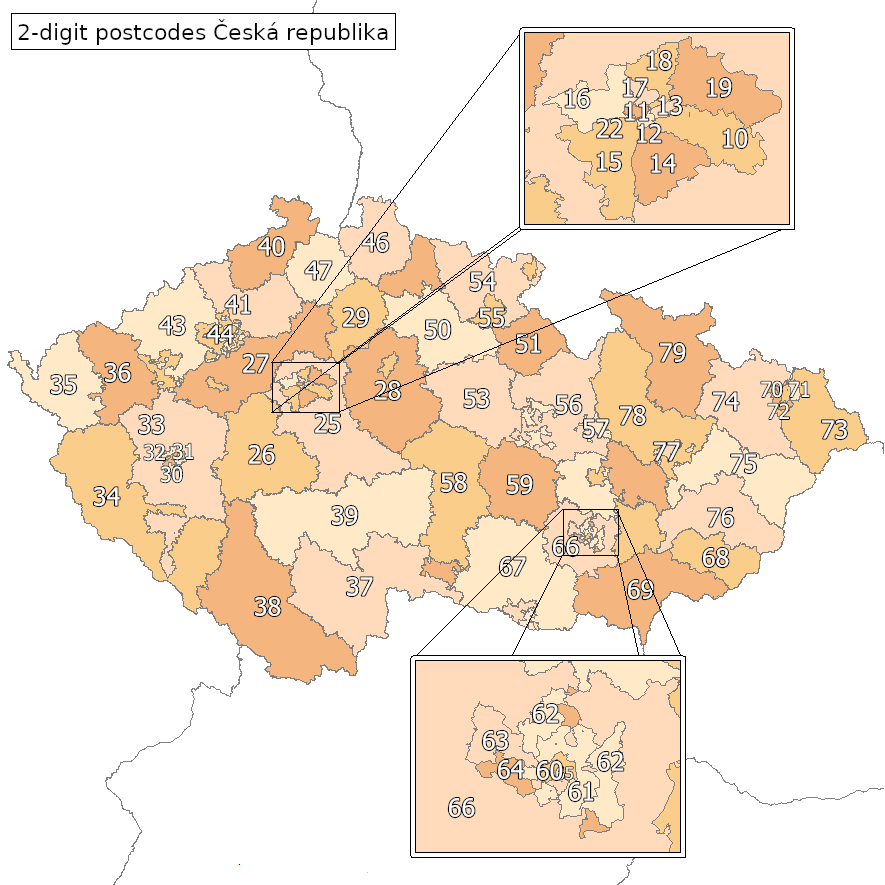
체코의 지역별 우편번호

체코의 우편번호(체코어: Poštovní směrovací číslo, PSČ)는 체코에서 사용하는 우편번호 체계로, 1973년 체코슬로바키아 시기에 도입된 체계를 계속 사용하고 있다.

## 목록
첫 자리는 광역 행정 구역을 구분한다. 총 5자리 숫자로 이루어져 있으며, 기록할 때에는 3자리/2자리 형태로 끊어서 기록한다.
- 1: 프라하. 두 번째 자리는 1960년 이전의 프라하 행정구 번호를 따른다. 예를 들어 160 00은 프라하 6구 내의 우편번호이다.
- 2: 중앙보헤미아주. 예: 272 01: 클라드노, 280 01: 콜린. 200 00부터 249 99까지의 코드는 우편업무용으로 예약된 우편번호이며 실제 지역에 배당되지 않았다. 프라하 중앙 우체국의 내부 우편번호는 225 00이다.
- 3: 남부 및 서부 보헤미아(남보헤미아주, 플젠주, 카를로비바리주). 예: 301 00-326 00: 플젠, 360 01: 카를로비 바리, 370 01: 체스케부데요비체.
- 4: 북부 보헤미아(우스티주, 리베레츠주). 예: 400 01: 우스티나트라벰, 460 01: 리베레츠.
- 5: 동부 보헤미아(흐라데츠크랄로베주, 파르두비체주, 비소치나주) 및 남모라바주 일부. 예: 500 01: 흐라데츠크랄로베, 530 01: 파르두비체, 541 01: 트루트노프, 586 01: 이흘라바.
- 6: 남모라바주. 예: 600 00-659 99: 브르노, 690 01: 브르제츨라프.
- 7: 북부 모라비아(올로모우츠주, 모라바슬레스코주, 즐린주). 예: 779 00: 올로모우츠, 760 01: 즐린, 701 00-729 99: 오스트라바.

첫 자리 8, 9, 0은 체코슬로바키아 시기에는 슬로바키아의 우편번호였으며 분리 이후에는 사용하지 않는다.
주소를 기록할 때 예시는 다음과 같다.
```
   Na Příkopě 28
   115 03 Praha 1
```

## 같이 보기
- 슬로바키아의 우편번호